# Judith Kaufmann

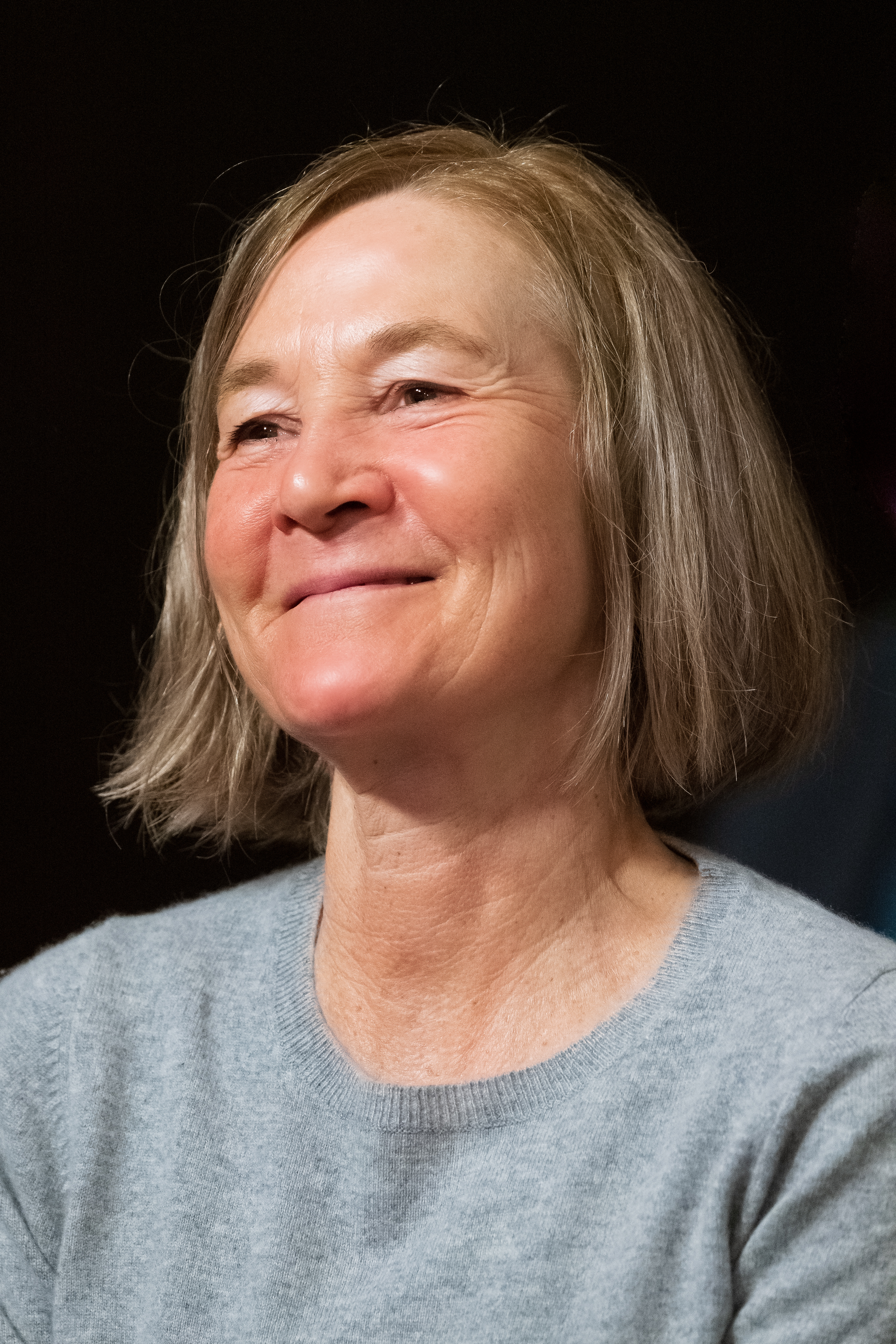
Judith Kaufmann, 2023

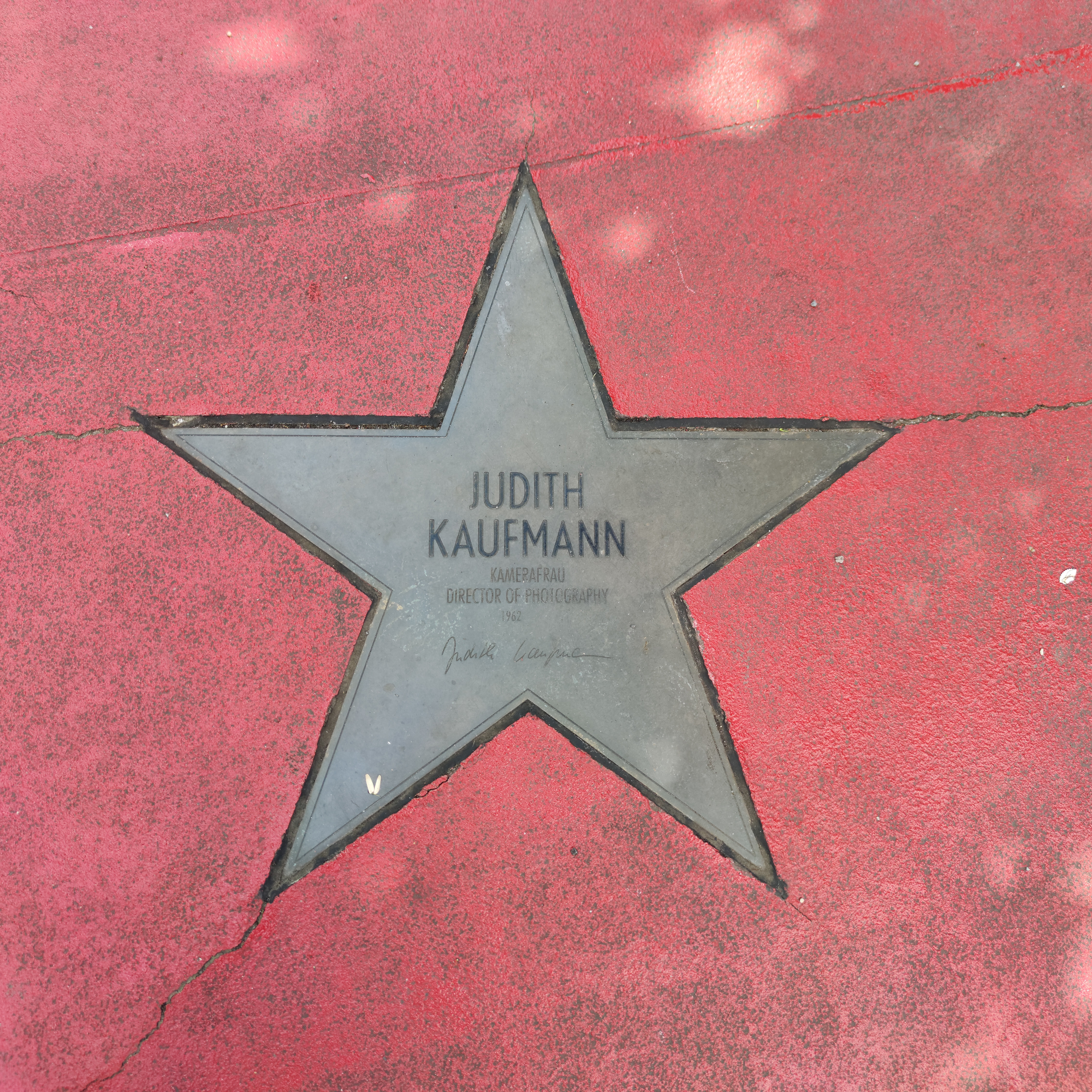
Kaufmanns Stern auf dem Boulevard der Stars in Berlin

Judith Kaufmann (* 20. September 1962 in Stuttgart) ist eine deutsche Kamerafrau.

## Leben
Die Tochter der Schauspielerin Lieselotte Rau und des Verlegers Friedrich Kaufmann wuchs in Berlin auf. Von 1968 bis 1974 besuchte sie die dortige Johannes-Tews-Grundschule, danach von 1974 bis 1980 das Werner-von-Siemens-Gymnasium in Berlin-Nikolassee, welches sie im Herbst 1980 mit dem Abitur abschloss. Anschließend erhielt sie einen Ausbildungsplatz als Fotografin und studierte danach an der Staatlichen Fachschule für Optik und Fototechnik.
Kaufmann arbeitete als Kamera-Assistentin unter anderen bei Konrad Kotowski, Thomas Mauch, Gernot Roll und Raoul Coutard. Seit 1982 orientierte sich Kaufmann verstärkt in die Richtung der Kamera-Arbeit beim Film. Im Jahr 1991 wurde sie Chefkamerafrau. Sie ist Mitglied der Akademie der Künste in Berlin, der Deutschen und der Europäischen Filmakademie. Seit 1994 ist sie mit zahlreichen Lehraufträgen und Seminaren vertreten, u. a. an der Fachhochschule Dortmund, der Filmakademie Ludwigsburg, der Deutschen Film- und Fernsehakademie (Berlin), der Kunsthochschule für Medien Köln (KHM), der Internationalen Filmschule Köln (IFS) und der Hamburg Media School. 2016 wurde sie in die Academy of Motion Picture Arts and Sciences aufgenommen, die den „Oscar“ verleiht.
Kaufmann ist Mitglied im Berufsverband Kinematografie (BVK) und im Women Cinematographers Network Cinematographinnen.
Kaufmann lebt in Berlin.

## Filmografie
- 1997: Die Konkurrentin (Fernsehfilm)
- 2000: Vergiss Amerika
- 2001: Engel & Joe – Regie: Vanessa Jopp
- 2002: Elefantenherz – Regie: Züli Aladağ
- 2002: Scherbentanz – Regie: Chris Kraus
- 2003: Tatort: Der schwarze Troll (TV-Reihe)
- 2004: Erbsen auf halb 6 – Regie: Lars Büchel
- 2004: Jena Paradies – Regie: Marco Mittelstaedt
- 2005: Bella Block – Die Frau des Teppichlegers (TV-Reihe)
- 2005: Fremde Haut – Regie: Angelina Maccarone
- 2006: Vier Minuten – Regie: Chris Kraus
- 2007: Ich wollte nicht töten – Regie: Dagmar Hirtz
- 2007: Vivere – Regie: Angelina Maccarone
- 2007: Das letzte Stück Himmel (TV-Film) – Regie: Jo Baier
- 2007: Tatort: Wem Ehre gebührt – Regie: Angelina Maccarone
- 2008: Bella Block – Reise nach China
- 2008: Ihr könnt euch niemals sicher sein (TV-Film) – Regie: Nicole Weegmann
- 2010: Alles Liebe (TV-Film) – Regie: Kai Wessel
- 2010: Die Fremde – Regie: Feo Aladag
- 2011: Wer wenn nicht wir – Regie: Andres Veiel
- 2012: Das Ende ist mein Anfang – Regie: Jo Baier
- 2012: Mord in Ludwigslust (TV-Film) – Regie: Kai Wessel
- 2012: Das Ende einer Nacht (TV-Film) – Regie: Matti Geschonneck
- 2012: Zwei Leben – Regie: Georg Maas
- 2013: Sein letztes Rennen – Regie: Kilian Riedhof
- 2013: Traumland – Regie: Petra Volpe
- 2014: Zwischen Welten – Regie: Feo Aladag
- 2014: Das Zeugenhaus (TV-Film) – Regie: Matti Geschonneck
- 2015: Freistatt – Regie: Marc Brummund
- 2015: Elser – Er hätte die Welt verändert – Regie: Oliver Hirschbiegel
- 2015: Simon sagt auf Wiedersehen zu seiner Vorhaut – Regie: Viviane Andereggen
- 2017: Der gleiche Himmel (TV-Dreiteiler) – Regie: Oliver Hirschbiegel
- 2017: Die göttliche Ordnung – Regie: Petra Volpe
- 2017: Tatort: Amour Fou – Regie: Vanessa Jopp
- 2018: Draußen in meinem Kopf – Regie: Eibe Maleen Krebs
- 2018: Der Junge muss an die frische Luft – Regie: Caroline Link
- 2019: Nur eine Frau – Regie: Sherry Hormann
- 2019: Das Vorspiel – Regie: Ina Weisse
- 2020: Wanda, mein Wunder – Regie: Bettina Oberli
- 2020: Das Verhör in der Nacht (Fernsehfilm) – Regie: Matti Geschonneck
- 2021: Räuberhände – Regie:	İlker Çatak
- 2021: Tatort: Borowski und der gute Mensch – Regie: İlker Çatak
- 2022: Corsage – Regie: Marie Kreutzer
- 2023: Das Lehrerzimmer – Regie: İlker Çatak
- 2024: In Liebe, Eure Hilde – Regie: Andreas Dresen
- 2024: Poison – Eine Liebesgeschichte (Poison)
- 2024: Die Herrlichkeit des Lebens (Regie und Kamera)
- 2025: Zikaden

## Auszeichnungen
- 2003: Bayerischer Filmpreis für Elefantenherz
- 2003: Deutscher Kamerapreis für Scherbentanz
- 2005: Hessischer Filmpreis für Fremde Haut
- 2006: Deutscher Fernsehpreis in der Kategorie „Beste Kamera“ für Bella Block: Die Frau des Teppichlegers
- 2006: Marburger Kamerapreis[9] für ihre Gesamtleistung (in diesem Jahr erstmals an eine Frau verliehen)
- 2007: Nominierung für den Deutschen Filmpreis in der Kategorie „Beste Kamera/Bildgestaltung“ für Vier Minuten
- 2010: Deutscher Kamerapreis für Die Fremde
- 2011: Preis zur Förderung der deutschen Filmkunst der DEFA-Stiftung
- 2012: Ehrenpreis des Kuratoriums des Deutschen Kamerapreises für Vier Minuten
- 2014: Stern auf dem Boulevard der Stars in Berlin
- 2015: Nominierung für den Deutschen Filmpreis in der Kategorie „Beste Kamera/Bildgestaltung“ für Elser – Er hätte die Welt verändert
- 2014: Günter-Rohrbach-Filmpreis für Traumland
- 2019: Zwei Nominierungen für den Deutschen Filmpreis in der Kategorie „Beste Kamera/Bildgestaltung“ für Der Junge muss an die frische Luft und Nur eine Frau
- 2019: Romy in der Rubrik „Beste Bildgestaltung Kino-Film“ für Der Junge muss an die frische Luft[10]
- 2020: Michael-Ballhaus-Stipendium für die Künstlerresidenz Villa Aurora[11]
- 2025: Bayerischer Filmpreis für Die Herrlichkeit des Lebens[12]